# Batalha de Dorileia
A Batalha de Dorileia ocorreu durante a Primeira Cruzada, a 1 de julho de 1097. Nas proximidades da cidade de Dorileia (Dorylaeum em latim), perto da atual Esquixequir, na Anatólia, as forças cruzadas foram emboscadas pelos turcos seljúcidas e danismêndidas, mas acabariam por sair vitoriosas.

## Antecedentes
A Primeira Cruzada avançava sobre a Anatólia e conquistara Niceia (atual İznik), a capital do Sultanato de Rum, do seljúcida Quilije Arslã I. Do lado cristão, a inicial desconfiança dos cruzados quanto aos seus aliados bizantinos fora agravada na sequência do cerco de Niceia: Aleixo I Comneno negociara a rendição da cidade sitiada ao Império Bizantino, impedindo a glória da conquista e a pilhagem de Niceia, que traria dinheiro e provisões para a cruzada.
Para simplificar o problema de obter provisões para tão grande número de peregrinos, ao sair da região a 26 de junho, os cruzados dividiram-se em dois exércitos, o que resultou numa lacuna de cerca de cinco quilómetros entre a vanguarda e a força principal na retaguarda:
- A vanguarda era composta de dois contingentes: Roberto II da Normandia comandava uma maioria de normandos, mas também bretões e angevinos; Boemundo de Taranto e Tancredo de Altavila lideravam normandos do sul da Itália e outros italianos, seguidos por Roberto II da Flandres, Estêvão II de Blois e o general bizantino Tatízio, encarregado de se certificar que outras cidades conquistadas seriam devolvidas a Bizâncio;
- As forças da retaguarda também se dividiram em duas: Godofredo de Bulhão e os seus irmãos Balduíno e Eustácio III de Bolonha, seguidos por Hugo I de Vermandois, comandavam valões, renões e francos do norte da França; Raimundo IV de Toulouse liderava uma maioria de provençais, mas também guerreiros originários da Auvérnia, Limusino, Languedoque e Gasconha, e era acompanhado pelo legado papal Ademar de Monteil.

Na travessia em diagonal do planalto anatólio, o trajecto da cruzada passava próximo às ruínas da antiga cidade de Dorileia (Dorylaeum em latim, actualmente pensa-se que Esquixequir foi construída nesse local), uma zona montanhosa na margem norte do rio Timbres, propícia para emboscadas. Foi lá que o exército de Boemundo acampou ao anoitecer do dia 30 de junho, depois de uma marcha de três dias durante a qual se tinham apercebido de estarem a ser seguidos por batedores turcos - e no dia anterior tinham sido informados que o inimigo planeava uma emboscada.
Depois da perda de Niceia, o sultão de Rum deixara de subestimar o poder militar do disciplinado exército da Cruzada dos Nobres, bastante superior ao da prévia e pouco organizada Cruzada Popular, que fora derrotado com alguma facilidade no ano anterior.
As forças turcas consistiam nos exércitos de Quilije Arslã, que acordara uma paz com os danismêndidas, aliando-se ao príncipe Gazi. Eram acompanhados pelos seus súbditos Hassan da Capadócia, persas e albaneses de regiões do actual Azerbaijão. Diferentes relatos variam muito no número total deste exército: Segundo Raimundo de Aguilers seriam 150 000 homens, Fulquério de Chartres escreveu 360 000. Outros relatos contemporâneos centram-se no número mais realista de 25 000-30 000, mas actualmente pensa-se em 6 000- 8 000 guerreiros de cavalaria ligeira.
Para além de um grande número de não-combatentes, Boemundo contaria com cerca de 10 000 soldados, a maioria de infantaria: a organização militar da época deixa implícito que haveria vários combatentes por cada cavaleiro, ou seja, assume-se que um exército de 500 cavaleiros também incluiria mais cerca de 1 500 soldados. Deste modo, cerca de 8 000 soldados de infantaria e 2 000 cavaleiros parece ser uma estimativa razoável para o número total das forças do príncipe de Taranto.

## Batalha

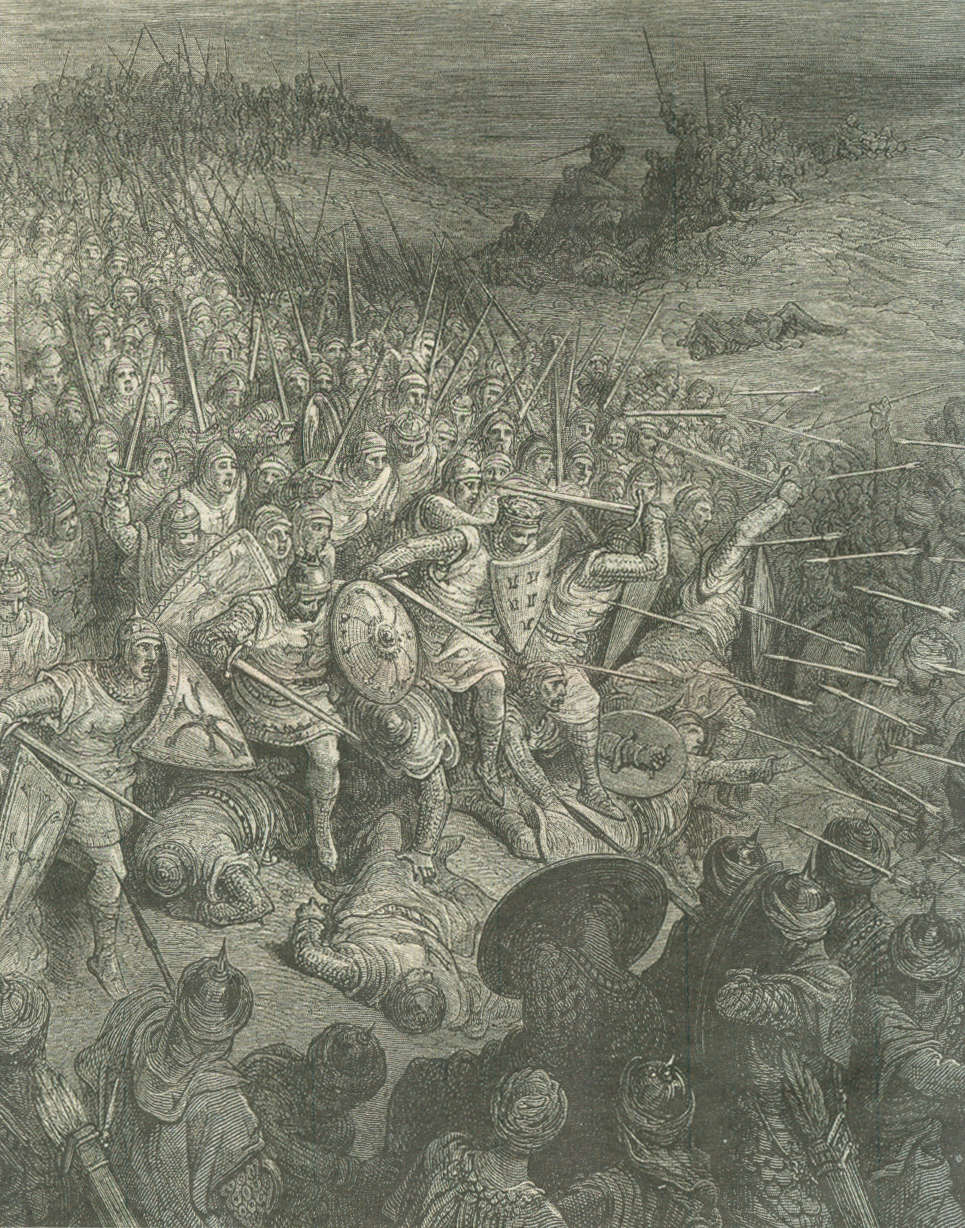
Batalha de Dorileia (Gustave Doré).

Na madrugada de 1 de julho, os normandos de Boemundo de Taranto foram surpreendidos pelo ataque rápido dos arqueiros turcos a cavalo que, usando uma táctica de cavalaria ligeira, disparavam as suas flechas e depois eram substituídos na linha da frente. Deste modo dizimaram peregrinos cristãos não-combatentes e soldados sem armadura - não conseguindo fugir e tomados de pânico, estes estavam demasiadamente desorientados para formar linhas de batalha.
Os cavaleiros cruzados montaram rapidamente nos seus cavalos, mas as respostas esporádicas que conseguiram criar não detinham os inimigos. Boemundo ordenou-lhes que desmontassem e formassem uma linha defensiva, e conseguiu com dificuldade reunir os soldados de infantaria e não-combatentes no centro do campo; as mulheres transportavam água no campo de batalha, geralmente a função de membros de baixo estatuto em um exército.

Anatólia em 1097 com o local da batalha assinalado.

Apesar de ter criado alguma protecção para os mais vulneráveis, esta organização dava mais liberdade à estratégia preferida dos turcos - investir sobre o campo disparando as suas flechas e retirar rapidamente antes de uma resposta cruzada. Ainda que não conseguissem vitimar facilmente os cavaleiros cristãos que mantinham as suas armaduras pesadas, cavalos e outros combatentes sofreram um grande número de baixas.
Boemundo enviou mensageiros aos outros campos cruzados e tentava resistir até à sua chegada. Recuou até à margem do rio Tímbris, onde o terreno lamacento dificultava os movimentos dos cavalos inimigos. A cavalaria pesada formou um círculo protectivo para escudar os restantes das setas, mas os turcos mantiveram uma barragem constante de projécteis que foi causando baixas - segundo os relatos, morreram aqui mais de 2 000 cruzados.
Esporadicamente, alguns grupos de impetuosos cavaleiros normandos carregavam sobre o inimigo, apesar de terem recebido ordens para se manterem em formação. Os que não morreram foram forçados a recuar, uma vez que a cavalaria ligeira turca conseguia manter-se fora do alcance da cavalaria pesada ocidental e continuar a lançar flechas, que vitimavam cavalos ou homens: por mais sólidas que fossem as armaduras - que valeram aos cruzados o epíteto de homens de ferro pelos turcos - eventualmente um projéctil acharia o caminho de um ponto fraco.
Pouco depois do meio-dia, Godofredo de Bulhão chegou acompanhado de 50 cavaleiros, rompendo as linhas turcas para tentar chegar junto a Boemundo. Durante a tarde outros, como Raimundo IV de Toulouse e Hugo I de Vermandois, seguir-lhe-iam o exemplo: alguns morreriam, outros persistiam na tentativa. À medida que as baixas cristãs aumentavam, os turcos foram tornando-se mais agressivos e o exército de Boemundo foi forçado a entrar nos baixios do rio.
Depois de aproximadamente sete horas de batalha chegavam os cavaleiros de Raimundo (não é certo que o conde de Toulouse estava entre eles, talvez tenha chegado depois), lançando um ataque de surpresa no flanco turco, forçando os inimigos a retirar em desordem e permitindo que os cruzados se organizassem, proclamando "hodie omnes divites si Deo placet effecti eritis" ("hoje, se aprouver a Deus, todos vós tornar-se-ão ricos", referindo-se à possibilidade de captura do tesouro de Quilije Arslã). Boemundo, Tancredo de Altavila, Roberto II da Normandia, Roberto II da Flandres e Estêvão de Blois formaram a ala esquerda; as forças de Toulouse no centro; Godofredo de Bulhão e Hugo de Vermandois à direita.
Apesar da ferocidade da investida normanda ter abalado os turcos, só foi possível forçá-los a recuar a meio da tarde, com a chegada de uma força liderada pelo bispo Ademar de Monteil, o legado papal da cruzada, talvez com Raimundo de Toulouse na vanguarda. Tinham circundado o local da batalha, ocultados por colinas e através do rio, flanqueado os arqueiros da esquerda e surpreendido os inimigos pela retaguarda. Atemorizados ao ver o seu campo em chamas e intimidados pela ferocidade e resistência dos homens de ferro, os turcos fugiram, abandonando o seu campo e forçando Quilije Arslã a retirar.

## Consequências
As perdas de ambos os lados terão sido pesadas, talvez 4 000 cruzados e 3 000 turcos, o número indicado por Alberto de Aquisgrão. Os turcos fugiram e depois o sultão seljúcida teve de se concentrar nos seus territórios do leste.
Os cruzados conseguiram mesmo tornar-se ricos, pelo menos por um curto período de tempo, ao tomar o campo de Quilije Arslã I. Lá encontraram uma grande quantidade de víveres, magníficas tendas ornamentadas, tesouros do sultão e animais, entre os quais um grande número de camelos. A marcha pela Anatólia prosseguiu sem mais resistência significativa até à chegada a Antioquia. O obstáculo durante os quase três meses da travessia seria a falta de provisões e o calor do Verão na planície turca. Em outubro iniciariam a sua mais desesperada batalha, o cerco de Antioquia.